# ورزشگاه فرانسو حریری
ورزشگاه فرانسو حریری (به کردی: یاریگای فرانسۆ ھەریری) (به عربی: ملعب فرانسو حريري) یک ورزشگاه چند منظوره در شهر اربیل، عراق است. در حال حاضر بیشتر برای مسابقات فوتبال استفاده می‌شود و همچنین دارای امکاناتی برای برگزاری مسابقات دو و میدانی است. این ورزشگاه با ۴۰٬۰۰۰ هزار نفر گنجایش دومین ورزشگاه بزرگ بعد ورزشگاه الشعب بغداد است. این ورزشگاه در پایگاه هوایی قدیمی در سال ۱۹۵۶ ساخته شد. ورزشگاه خانه باشگاه قدیمی بروسک (تغییر نام یافته به آلشرطه اربیل) شد و ورزشگاه اربیل تا سال ۲۰۰۱ نامگذاری شد. ورزشگاه بعد از ترور فرانسو حریری فرماندار به افتخار کشته‌شدن فرانسو حریری نام ورزشگاه تغییر کرد، مورد تعمیر و نوسازی قرار گرفت.

در ژوئیه ۲۰۰۹ ورزشگاه فرانسو حریری محل بازی‌های خانگی تیم ملی فوتبال عراق پس از چراغ سبز از سوی کنفدراسیون فوتبال آسیا شد، به میزبان تیم ملی عراق و تیم‌های باشگاه‌های در اربیل شد.
۳۶°۱۰′۲۱″شمالی ۴۴°۰۰′۴۱″شرقی / ۳۶٫۱۷۲۵۸۲°شمالی ۴۴٫۰۱۱۴۸۳°شرقی